# Croce Rossa nigeriana

il simbolo della Croce Rossa

La Croce Rossa nigeriana è la società nazionale di Croce Rossa della Repubblica Federale della Nigeria, stato dell'Africa Occidentale. Ha sede nella città di Lagos

## Denominazione ufficiale
- Nigerian Red Cross Society (abbreviato NRCS), nome completo in lingua inglese, idioma ufficiale della Nigeria;
- Nigerian Red Cross, denominazione in lingua inglese, utilizzata in alternativa alla prima.

## Storia
La Croce Rossa nigeriana fu fondata con Atto del Parlamento del 1960, noto come "Nigerian red Cross Act 1960".
Il 4 febbraio 1961 divenne la 80° associazione ad aderire alla allora "Lega della Croce Rossa e Mezzaluna Rossa", oggi Federazione (IFRC).

## Suddivisioni
La società è presente sul territorio nazionale tramite 37 delegazioni, una per ciascuno dei 36 Stati della Nigeria più il territorio federale di Abuja.